# Limacia nativitatis
Limacia nativitatis är en tvåhjärtbladig växtart som beskrevs av Henry Nicholas Ridley. Limacia nativitatis ingår i släktet Limacia och familjen Menispermaceae. Inga underarter finns listade i Catalogue of Life.